# リミニ
リミニ（伊: Rimini）は、イタリア共和国エミリア＝ロマーニャ州にある都市であり、その周辺地域を含む人口約150,000人の基礎自治体（コムーネ）。リミニ県の県都である。リーミニとも表記される。共和政ローマ時代の名称は、アリミヌム。
ローマ時代に起源を持つアドリア海沿岸の都市で、沿岸海運と漁業を伝統としている。近接するコムーネのカットーリカやリッチョーネとともに夏季は海水浴客で賑わう。サンマリノ共和国への観光客の主要な玄関口であり、リミニ駅前よりサンマリノ行きのバス路線が出ている。

## 名称
標準イタリア語以外では以下の名称を持つ。
- ロマーニャ方言: Rémin または Rémne

## 地理

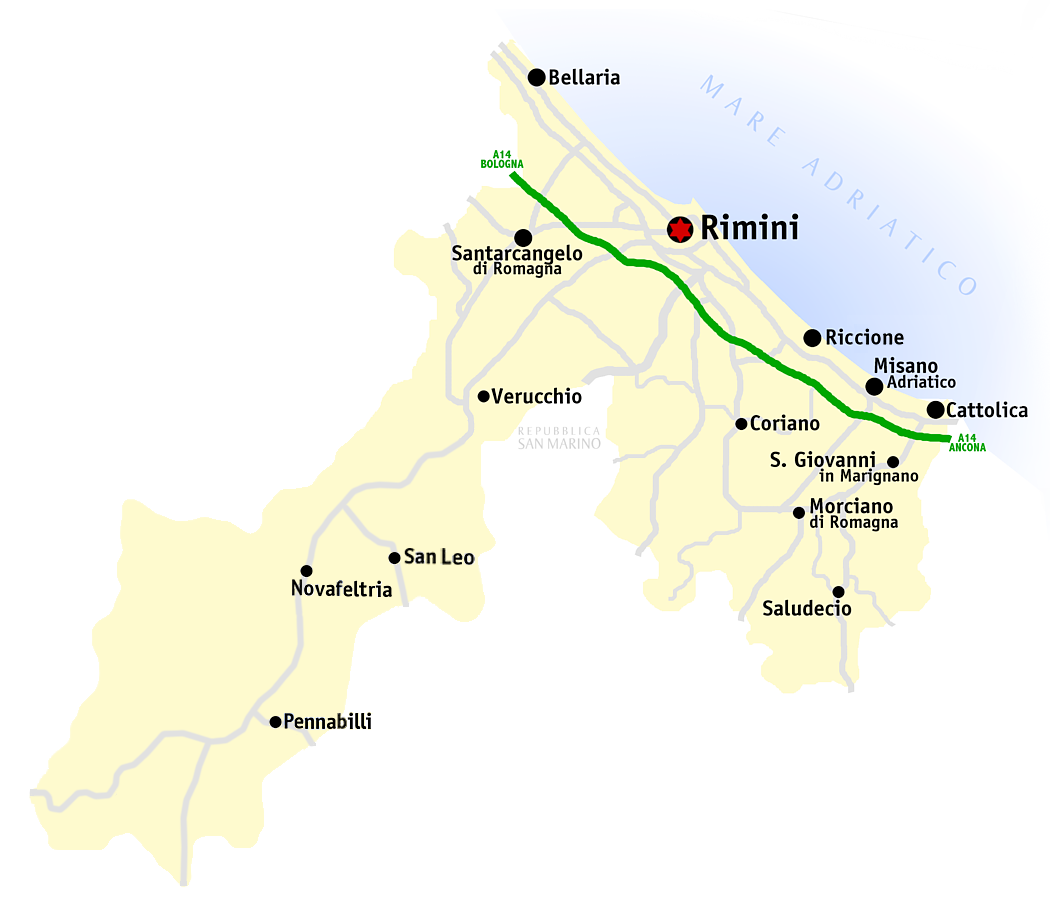
リミニ県概略図

### 位置・広がり
アドリア海に面しており、マレッキア川とアウサ川の間の海岸近くにある。リミニ市街は、サンマリノ市から北北東へ18km、チェゼーナから東南東へ27km、ペーザロから西北西へ33km、ラヴェンナから南東へ49km、州都ボローニャから東南東へ109kmの距離にある。

#### 隣接コムーネ
隣接するコムーネは以下の通り。括弧内のFCはフォルリ＝チェゼーナ県、RSMはサンマリノ共和国所属を示す。
| - ベッラーリア＝イジェーア・マリーナ - コリアーノ - リッチョーネ - サン・マウロ・パスコリ (FC) - サンタルカンジェロ・ディ・ロマーニャ - セラヴァッレ (RSM) - ヴェルッキオ |

### 気候分類・地震分類
リミニにおけるイタリアの気候分類 (it) および度日は、zona E, 2139 GGである。
また、イタリアの地震リスク階級 (it) では、zona 2 (sismicità media) に分類される。

## 歴史

### 古代

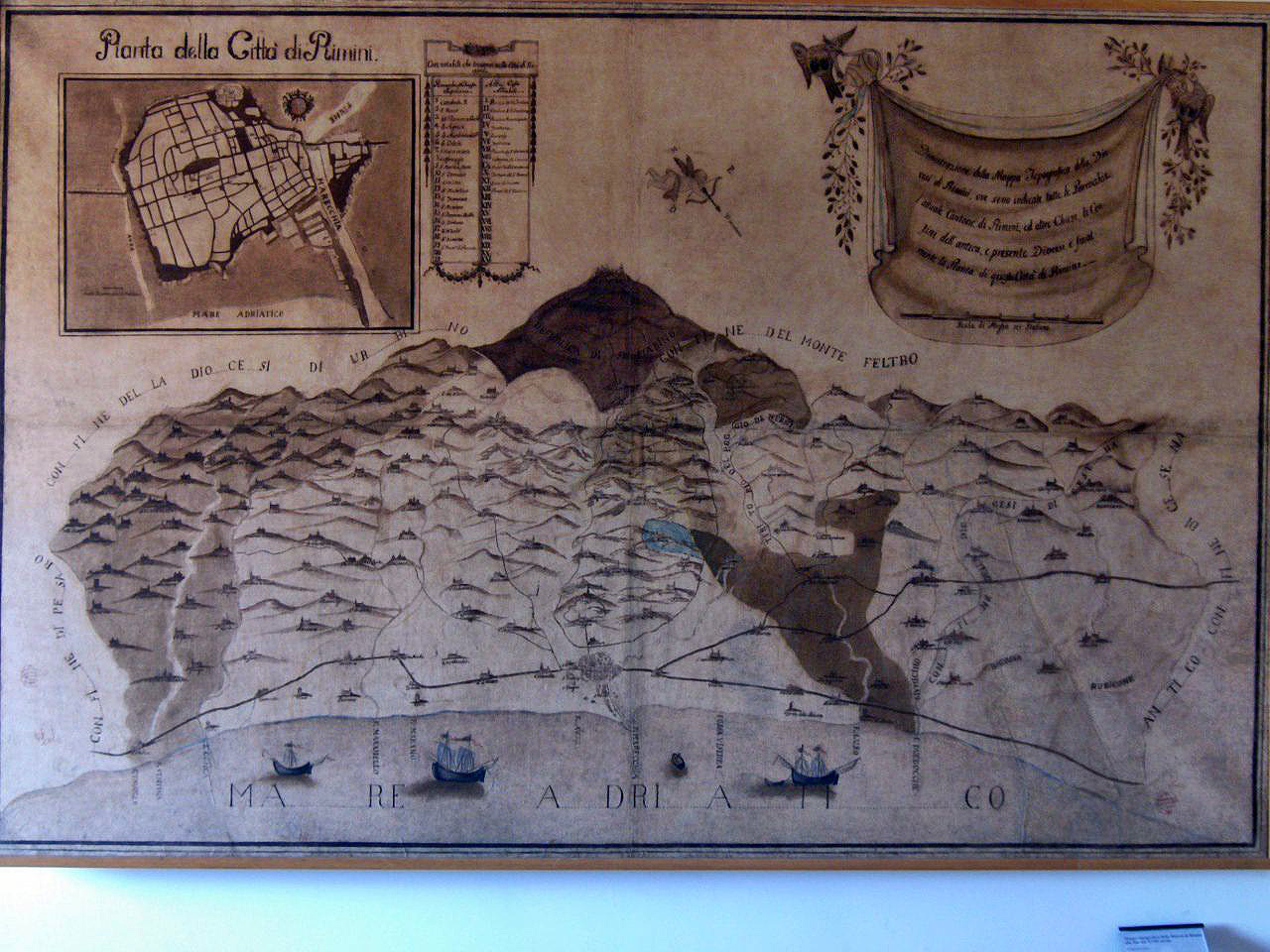
リミニの古地図

紀元前268年、アリミヌス川（現在のマレッキア川）河口で、かつてエトルリア人、ウンブリ人、ギリシャ人、ガリア人が代わる代わる暮らしてきた一帯に、共和政ローマがアリミヌム（Ariminum）という植民地をつくった。対ガリア侵攻の要塞として見られており、パダーナ平野を征服するための出発点でもあった。アリミヌムは、中央イタリア（フラミニア街道）と北イタリア（エミリア街道）とをつなぐ交通の要所で、海と川で貿易が有利であった。
紀元前6世紀、アリミヌムはガリア人に攻められた。ガリアが紀元前283年に退けられると、ウンブリ人が戻り、紀元前263年にはローマのコロニアとなり、ガリア戦争後期にローマを非常に支援した。
その後市は内紛に巻き込まれるが、第一党とその首領（初めはガイウス・マリウス、その後はユリウス・カエサル）には誠実なままであった。ルビコン川横断後、カエサルはアリミヌムの集会においてローマ軍団に対し自らの偉業をアピールした。
アリミヌムは代々の皇帝の関心をひいた。アウグストゥス帝、そしてハドリアヌス帝は特にそうであり、市は史上最も偉大な時代を経験した。アウグストゥス帝のアーチ、ティベリウス帝の橋、円形闘技場、サン・ステファーノ教会（ガッラ・プラキディアが建造）といった第一級の記念物の建設で栄光を具体化したのである。
ローマ世界の危機は、蛮族の侵攻と戦争による破壊があげられるが、帝国軍士官の邸宅と、キリスト教が広まった象徴である初期の教会の存在が、359年にリミニにおいてリミニ公会議が開かれた証明でもあった。

### 中世
493年にゴート族がリミニを征服した時、オドアケルはラヴェンナで包囲され、降伏させられた。ゴート戦争（en）の最中、リミニは幾度も双方から征服された。553年、東ローマ帝国の将軍ナルセスはアレマンニ族を征圧した。東ローマ支配下でリミニは、ラヴェンナ総督領の一部であるペンタポリス（その他はペーザロ、ファーノ、セニガッリア、アンコーナ）の1つとなった。

728年、ロンゴバルド王リウトプラントは多くの都市を征服したが、リミニは735年頃に東ローマへ返還された。ピピン3世（小ピピン）はリミニを教皇庁へ献上した。教皇とイタリア諸都市での反皇帝闘争では、リミニは皇帝派についた。

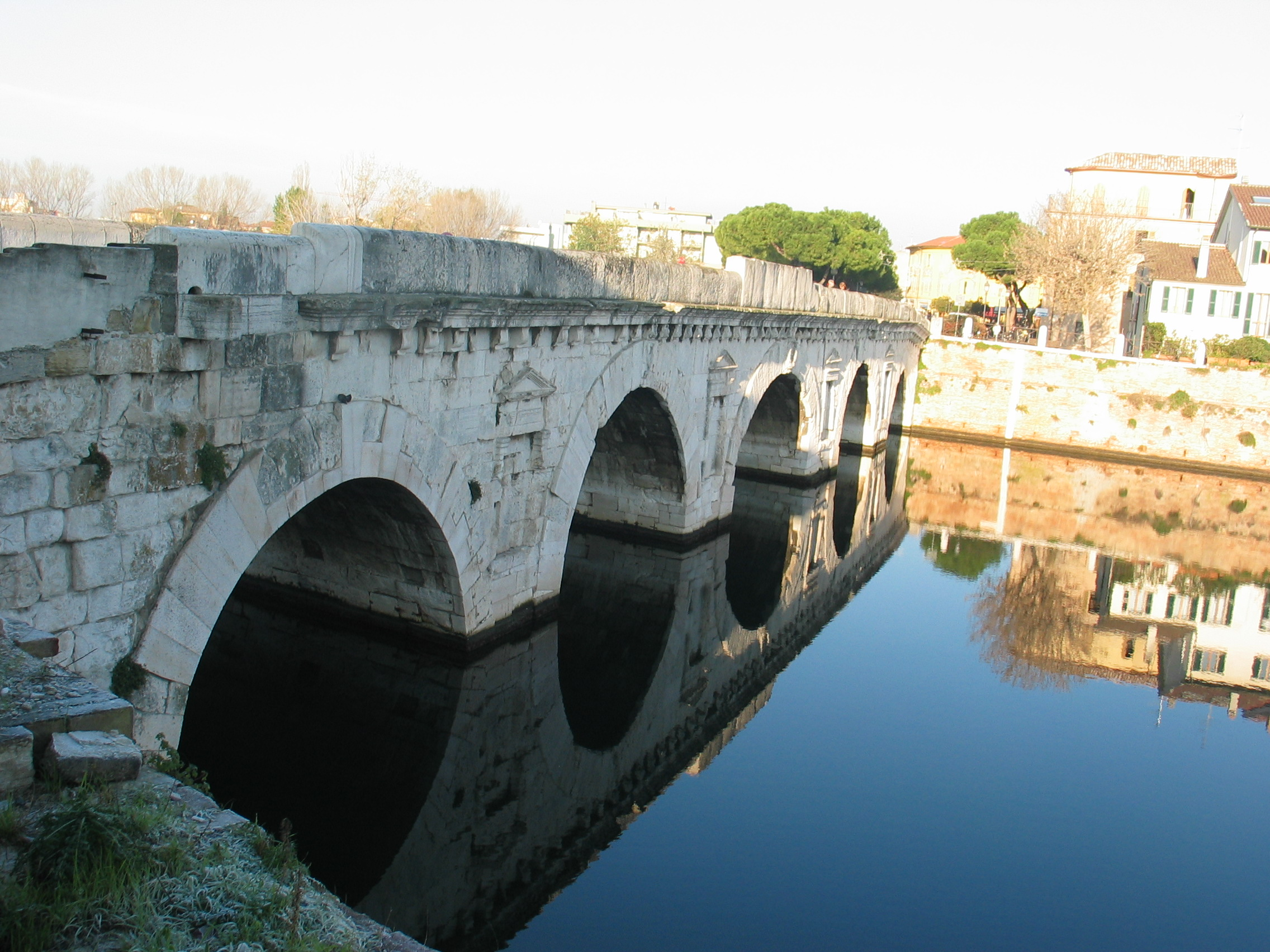
ティベリウスの橋

13世紀、リミニはガンバカリ家とアンシデイ家の不和に翻弄された。14世紀にリミニは基礎自治体となり、キリスト教修道会がやってきて、数多くの修道院と教会を建てた。
1239年に市のポデスタ（封建的な領主）となった、コンドッティエーレ出身のマラテスタ・ダ・ヴェルッキオと市政の派閥の間の闘争から、マラテスタ家が台頭した。中断があったものの、マラテスタ家は1528年まで実権を掌握していた。1312年、マラテスタの子マラテスタ2世・マラテスタがポデスタの地位を継承し、最初のリミニのシニョーレとなった。マラテスタ2世の実弟パンドルフォ1世・マラテスタは、ロマーニャ地方における帝国の代理として神聖ローマ皇帝ルートヴィヒ4世から任命された。マラテスタ2世の子フェッランティーノは、1335年にいとこランベルトによって敵対され、1363年にはローマ教皇ヨハネス22世の全権委任大使であるベルタンド・デル・ポッジェット枢機卿と対立した。マラテスタ3世は、1363年にペーザロ領主にもなった。マラテスタ4世は1340年からファーノ領主、1378年からチェゼーナ領主となった。
マラテスタ4世の子カルロ1世・マラテスタは、当時最も尊敬されたコンドッティエーレの1人で、ロンバルディアにおけるリミニ領土を拡大し、港を復興させた。1429年にカルロ1世は嫡子のないまま死に、リミニ領は3分割された。リミニ市を獲得したのはガレオット・マラテスタであった。マラテスタ家のペーザロ領主をつとめていた傍系が、ガレオットの隙をついてリミニを獲得しようとしたが、当時14歳であったシギスモンド・パンドルフォ・マラテスタ（カルロ1世の甥）が間に入ってリミニを救った。ガレオットは修道院へ引退し、シギスモンドがリミニを掌握した。

シギスモンドはリミニで最も有名な領主だった。1433年、皇帝ジギスムントがリミニに滞在し、しばらくシギスモンドは教皇軍の司令官となった。有能な将軍であったシギスモンドは、しばしば他国家でコンドッティエーレとして雇われて金を稼ぎ、リミニを豊かにした（シギスモンドは詩の愛好家でもあった）。彼は、レオン・バッティスタ・アルベルティによって再建されたマラテスティアーノ教会を持っていた。しかし、教皇ピウス2世が台頭すると、彼はリミニの独立のために絶えず戦い続けなければならなかった。1463年、彼はリミニとわずかな領地を残してピウス2世に従属を強いられた。1482年、シギスモンドの子ローベルト・マラテスタはパウルス2世時代にほぼ自分の国家を失った。しかし、シクストゥス4世はローベルトをナポリ王アルフォンソ1世（アラゴン王アルフォンソ5世）に対する教皇軍の司令官とした。1482年のカンポモルトの戦いで、ローベルトはナポリ軍に勝利した。ローベルトの子パンドルフォ4世・マラテスタは、1500年にリミニをチェーザレ・ボルジアに奪われた。リミニはその後1503年から1509年までヴェネツィア共和国に支配された後、教皇ユリウス2世が再び獲得し、教皇領へ組み入れた。レオ10世の死去後、パンドルフォ4世は数ヶ月間リミニを治めた。そして嫡子シギスモンドとともに専横な支配を行った。教皇ハドリアヌス6世は再びマラテスタ家を追放し、ロマーニャ地方の教皇の代理人であるウルビーノ公へリミニを与えた。1527年、シギスモンドはリミニを再び得ようと画策するが、マラテスタ家支配は二度と復活しなかった。

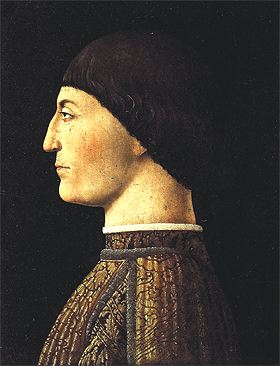
リミニの狼と呼ばれたシギスモンド・パンドルフォ・マラテスタ。1450年頃、ピエロ・デラ・フランチェスカ画。ルーヴル美術館蔵

### 近代
16世紀初頭、今や教皇領の第2の町になったリミニは、教皇大使（教皇領の県における世俗の知事）の下で地元政府を持っていた。16世紀終わりへ向かい、カヴォウル広場が閉じられ、その場所にポレッティ劇場が建てられ、再設計された。パウルス5世像が1614年から泉の隣の広場中心に立っている。
　
16世紀、グランデ広場で市場や競技会が開かれ、多様な変化を経験した（広場は現在、第二次世界大戦末期に退却するナチス軍によって絞首刑にされた3人のリミニ市民を讃え、トレ・マルティーニ広場と改名されている）。例えば、聖パドヴァのアントニオに捧げられた小さな教会と時計塔が建てられ、広場に現在の姿かたちを与えた。
18世紀まで、軍の略奪、地震、飢饉、洪水、海賊の攻撃がリミニを襲った。この鬱々とした状況と地元経済の弱体化のため、漁業が重要性を持つようになった。魚市場と灯台といった実用的な施設の建設が、これを証明している。
1797年、リミニはエミリア＝ロマーニャ州の他都市と同様に、フランス革命軍の通過で影響を受け、チサルピナ共和国の一部となった。ナポレオン1世は修道会を抑圧し、彼らの資産を没収した。相当な数の歴史遺産が四散し、サンタ・コロンバ旧教会を含む多くの教会が廃止された。1815年3月30日、ジョアシャン・ミュラがリミニ出身のイタリア人に対し、彼らの統合と独立を刺激する、自身の声明書を送りだした。1845年、リボッティが率いる冒険団が市に入り、独立を宣言したがすぐに廃止された。1860年、リミニとロマーニャ地方はイタリア王国へ統合された。
19世紀のような市の構想は、アウグスト道沿いに立てられた邸宅、特に劇場によって与えられた。これらは、ルイージ・ポレッティの設計で、支配階級の野心である新古典主義建築を導入するのに成功した。
しかし、大規模な革命的要素は1843年が基盤となった。初の水泳の公共施設の設立、クルザール（Kursaal、ドイツの娯楽館）が立派な社会的行事のため建設され、これがリミニ観光の象徴となった。2、3年間に、マリーナと相当な量の建物の建設が、リミニを『小さな別荘のある都市』に仕立て上げた。20世紀初頭、市初の重要な設備の整った施設であったグランド・ホテルが海岸近くに開業し、すぐに市観光の新たな象徴となった。
第一次世界大戦中、リミニと周辺コムーネのインフラストラクチャーは、オーストリア＝ハンガリー帝国海軍の主要標的の一つとされた。1915年5月15日のイタリア参戦後、帝国海軍が同日に母港を出港し、ヴェネツィアとバルレッタの間のイタリア東岸への猛攻を開始した。
第二次世界大戦中、市は激しい爆撃とゴシック・ラインに添った前線のために引き裂かれ、その後ギリシャ軍とカナダ軍に占領された。1944年9月21日に解放された後、再建計画が始められ、新たな都市の実在で観光経済の発展が最高潮に達した。

## 行政

### 分離集落
リミニには以下の分離集落（フラツィオーネ）がある。
- Bellariva, Corpolò, Marebello, Miramare di Rimini, Rivabella, Rivazzurra, San Fortunato, San Giuliano a Mare, Santa Aquilina, Torre Pedrera, Viserba, Viserbella

## 文化・観光

### 食文化
- ピアディーナ

### みどころ

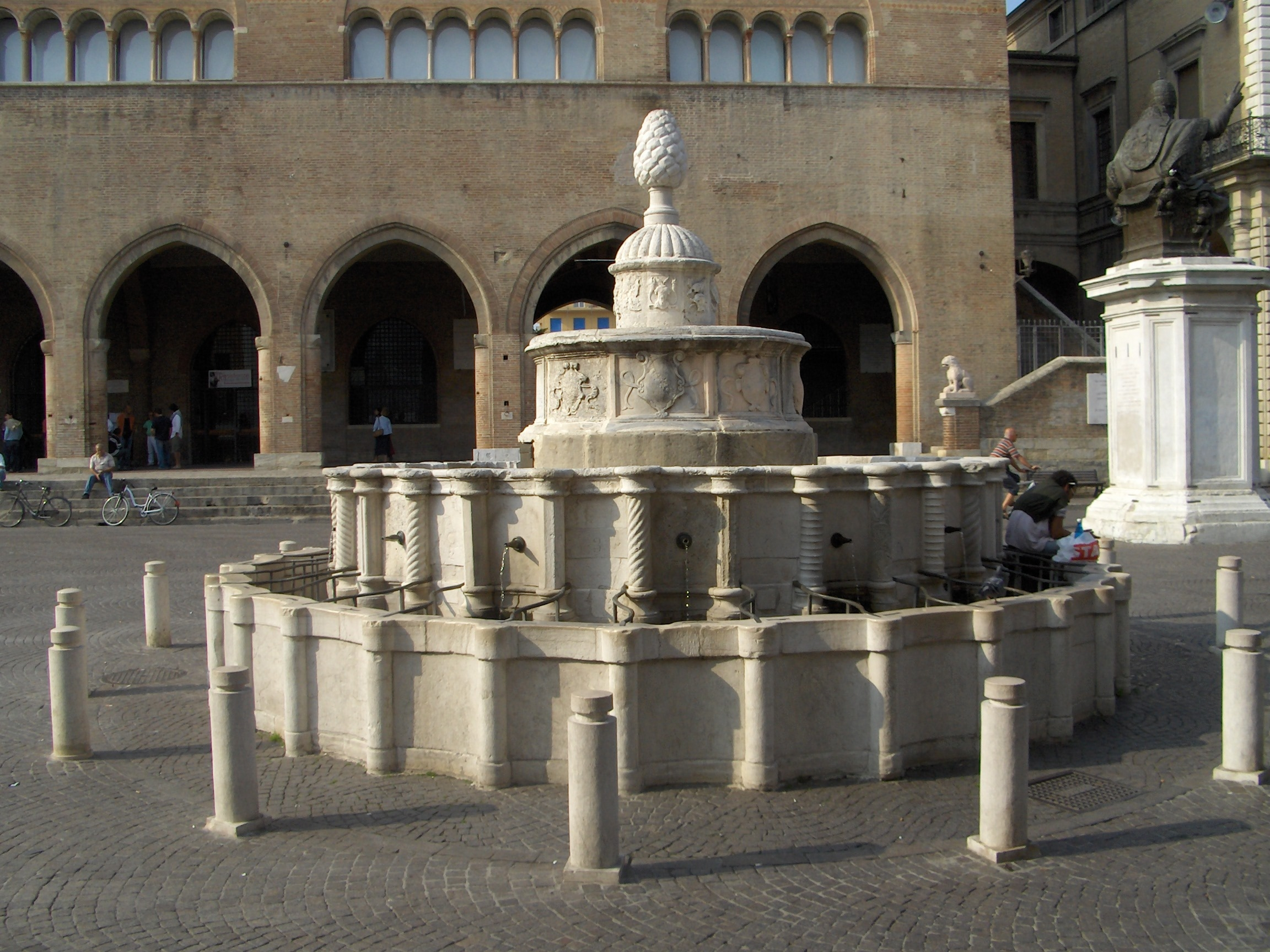
ピーニャの泉。カヴォウル広場

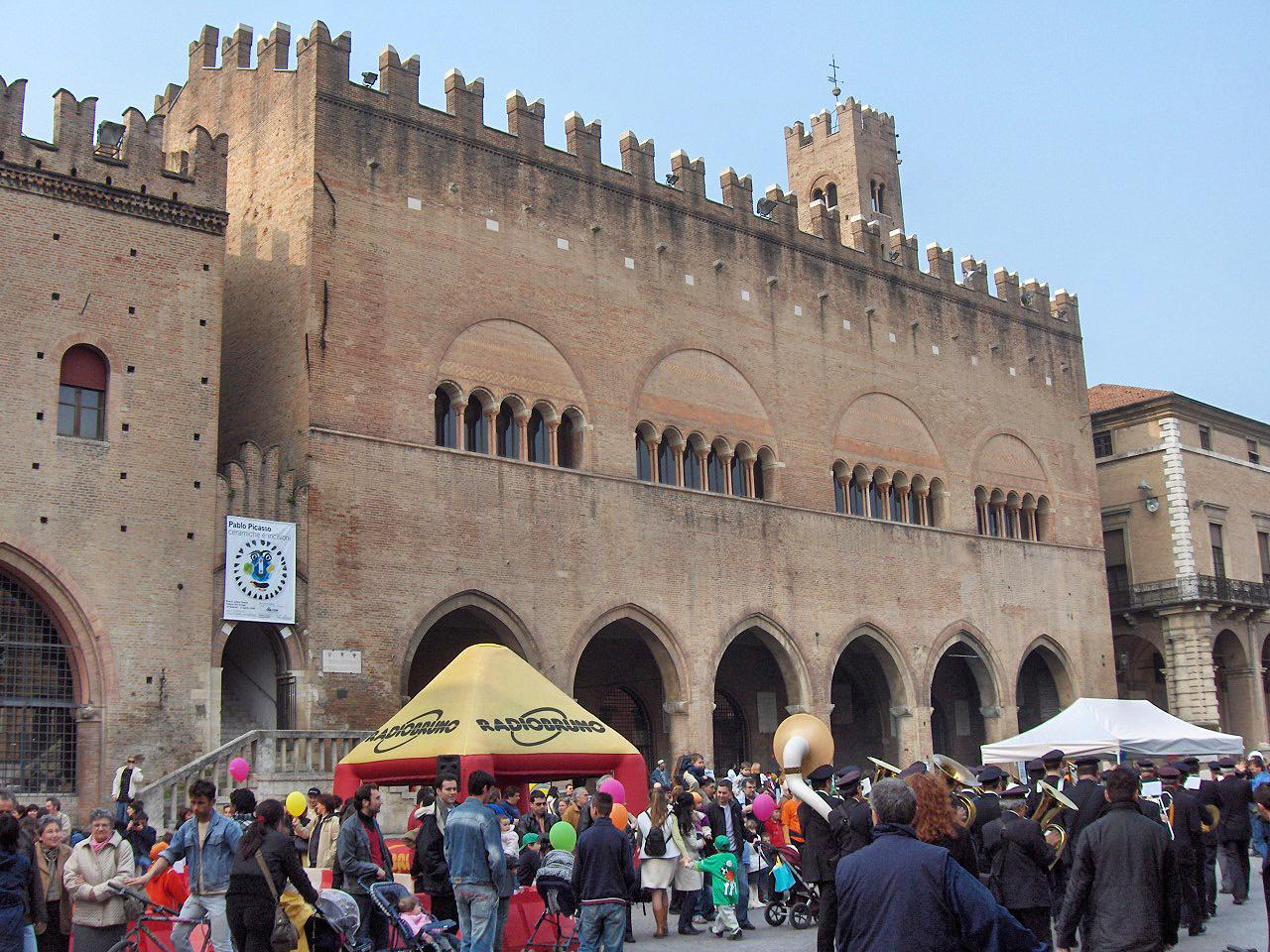
アレンゴ・エ・デル・ポデスタ宮殿

- マラテスティアーノ教会（Tempio Malatestiano）　-　ゴシック建築。シギスモンド・パンドルフォ・マラテスタの命令でレオン・バッティスタ・アルベルティが設計した外観に変えられたが二度と完成しなかった。教会内にはシギスモンドと妻イゾッタの墓がある。
- アウグストゥスの凱旋門　-　紀元前27年頃建設。高さ9.92m、幅8.45mの門。中世に胸壁の凸壁が加えられた。
- サン・ジュリアーノ・マルティーレ教会（Chiesa di San Giuliano Martire）　-　1575年完成。パオロ・ヴェロネーゼが描いた聖人の殉教図を所蔵。
- ティベリウス橋　-　かつてアリミヌス川と呼ばれていた現在のマッキア川の上に架けられた橋。紀元14年、アウグストゥス帝時代に建設が始められ、ティベリウス帝時代の21年に完成した。橋はいまも市中心部とボルゴ・サン・ジュリアーノとをつなぎ、エミリア街道、北へ向かうポピリア街道へと広がる。イストリア半島産の石が使われ、橋は5つのアーチからなり、どっしりとした柱の上に建つ。一方で橋の構造は、木製のポールの実用的なシステムに基づく。
- 円形闘技場　-　2世紀。古代の海岸線沿いに建てられ、60のアーケードを持つ2箇所のポルチコがあった。楕円形で、長軸と短軸は117.7m×88mである。アリーナは73m×44mで、巨大なローマ闘技場とはほど遠い。15,000人を収容できた。
- シスモンド城（Castel Sismondo）　-　別名ロッカ・マラテスティアーナ（Rocca Malatestiana）。後には監獄として使用された。
- アレンゴ・エ・デル・ポデスタ宮殿（Palazzo dell'Arengo e del Podestà）　-　13世紀。民事行政と裁判所が置かれていた。14世紀に狭い側にはポデスタの住居部が加えられた。16世紀終わりに修正された。
- サン・ジョヴァンニ・バッティスタ教会　-　12世紀建設。18世紀以来の豊かなストゥッコ装飾のある本堂1つがある。
- 市役所には小さいが価値の高い美術館があり、ギルランダイオやベッリーニ、ティントレットの絵画を所蔵する。ガンバルンガ図書館には価値ある装飾写本がある。
- サン・フォルトゥナート教会　-　ジョルジョ・ヴァッサーリ画『マギの崇敬』がある。
- 外科医の家（イタリア語版） ‐ 古代ローマ時代（1－3世紀）の港町リミニ(当時の名前はアリミヌム)に存在した外科医の家。青銅や鉄のメス、乳鉢、フックなどの様々な医療機器が多数見つかった。1989年に発見され、リミニ博物館（イタリア語版）で復元されている[7][8]。

### スポーツ
サッカーでは、リミニ・カルチョFCが本拠地としている。
野球では、イタリアンベースボールリーグのリミニ・ベースボールクラブが本拠地としている。

## 交通

### 空港
- リミニ空港

### 道路
- ストラーダ・スタターレ9
- ストラーダ・スタターレ16

### 鉄道
FSの子会社RFI SpAが運営するボローニャ＝アンコーナ線、フェッラーラ＝ラヴェンナ＝リーミニ線が通り、鉄道駅が市内に5つある。

## 人物

### 著名な出身者
- フェデリコ・フェリーニ - 映画監督

## 姉妹都市
- フォートローダーデール、アメリカ合衆国
- セラン, ベルギー
- サン＝モール＝デ＝フォッセ, フランス
- ソチ, ロシア
- ジガンショール, セネガル
- 揚州市, 中国
- リンシェーピング、スウェーデン